# Hillenbach
Hillenbach ist ein Ortsteil von Nümbrecht im Oberbergischen Kreis im südlichen Nordrhein-Westfalen innerhalb des Regierungsbezirks Köln.

## Lage und Beschreibung
Der Ort liegt zwischen Elsenroth im Norden und Homburg-Bröl im Süden, in Luftlinie rund 2,48 km nordwestlich vom Ortskern von Nümbrecht entfernt.

## Geschichte

### Erstnennung
1341 wurde der Ort das erste Mal urkundlich erwähnt und zwar „Vereinbarung eines Burgfriedens und Eingrenzung des Bifangs zu Homburg“.
Schreibweise der Erstnennung: Hyllenbach